# Luhe
Luhe léase Lu-Jó (en chino, 六合区; pinyin, Lùhé  qū) es un distrito urbano bajo la administración directa de la Subprovincia de Nankín en la provincia de Jiangsu, República Popular China. Su área es de 1479 km² y su población total para 2022 fue superior a los 600 mil habitantes.

## Administración
El distrito de Luhe se divide en 12 pueblos que se administran en 11 subdistritos y 1 poblado.